# Il re cervo
Il re cervo è una fiaba teatrale di Carlo Gozzi, rappresentata per la prima volta al Teatro San Samuele di Venezia il 5 gennaio 1762.

## Trama

### Prologo
Cigolotti, storico di piazza, racconta come cinque anni prima il suo maestro, il mago Durandarte, abbia confidato «due gran secreti magici» a Deramo, re di Serendippo. Divenuto pappagallo un lustro avanti, il mago viene ora lasciato in libertà, come convenuto, nella selva di Roncislappe, sempre in sembianze di uccello, per porre rimedio a un tradimento che verrà perpetrato ai danni del re.

### Atto primo
Deramo, re di Serendippo, dopo aver esaminato e rifiutato un'innumerevole quantità di fanciulle, ha stabilito di non sposarsi. Quattro anni più tardi, però, il fido ministro Tartaglia lo convince a riprendere i suoi misteriosi colloqui privati, per dare un erede al regno. In realtà, Tartaglia spera che Deramo ne sposi la figlia Clarice, che diverrebbe regina, accrescendo il prestigio dello stesso Tartaglia. Tuttavia, durante i suoi esami, Deramo ricorre ad uno stucco, donatogli dal mago Durandarte, che ride non appena una donna mente. Forzata dal padre, Clarice dichiara di amare il sovrano, ma il suo cuore batte per Leandro, e viene così respinta, come Smeraldina, mentre Angela, sinceramente innamorata del re, viene scelta quale consorte. Tartaglia è doppiamente furioso, perché è innamorato di Angela, e promette vendetta.

### Atto secondo
Durante una partita di caccia, Tartaglia tenta più volte senza successo di sparare al re, che non se ne accorge. Vedendo però il suo ministro turbato, il sovrano scopre che Tartaglia è rimasto male per il rifiuto subito dalla figlia. Deramo spiega che Clarice ama Leandro, e per dimostrare a Tartaglia quanta fiducia abbia in lui, gli confida il secondo segreto rivelato dal mago. Recitando una formula magica, infatti, è possibile trasferirsi nel corpo di un animale o di un uomo morto, che torna in vita, mentre il corpo originario giacerà esanime. 
Il ministro non tarda a servirsene: dopo aver ucciso due cervi, il re dà a Tartaglia una dimostrazione pratica trasfondendosi in uno degli animali, pensando che poi l'amico lo imiti, ma Tartaglia prontamente entra in Deramo, facendo scempio del vecchio corpo. Giunti i compagni di caccia, promette loro una ricompensa se uccideranno il cervo "rimasto" in vita. Tuttavia la caccia non si rivela produttiva, e quando, incrociando un vecchio, il finto sovrano scopre che neanche lui ha visto il cervo, lo uccide, sbalordendo i cortigiani, a cui è nota la mansuetudine del sovrano. Poco dopo Deramo, ancora nel corpo del cervo, rinviene il cadavere del vecchio, risuscitandolo ed entrando in lui.
Uscito per l'uccellagione, Truffaldino rinviene il cervo morto e il cadavere di Tartaglia. Inoltre, trova il pappagallo, in cui si cela Durandarte, che gli parla, chiedendogli di portarlo dalla regina. A corte, intanto, Angela non sa capacitarsi del cambiamento avvenuto nello sposo: non ne riconosce più il nobile sentire né la delicatezza dei modi. "Appresa" la notizia della morte di Tartaglia, il finto Deramo sente un fugace moto di pietà quando vede la disperazione di Clarice, poi fa condurre in prigione, come sospetti, Leandro e Pantalone.

### Atto terzo
Angela è in preda allo sconforto, quando le si presenta il vero Deramo nelle sembianze del vecchio. Dapprima riluttante, Angela riconosce lo sposo per la sensibilità che lo contraddistingue e grazie ad aneddoti che solo al re potevano essere noti. A lei, Deramo rivela il secondo segreto del mago, e spiega che nel suo corpo si trova lo spirito dell'infido Tartaglia. Ordisce allora un piano che la sposa dovrà provare a realizzare.
Tornata presso l'apparente marito, Angela finge di aver dissipato i suoi dubbi e di amarlo. Chiede però che il padre Pantalone e Leandro siano rimessi in libertà e che Leandro possa sposare Clarice. Accontentata, domanda anche che il re le dia una dimostrazione pratica della magia. Tartaglia, sospettoso, vuole posticipare questo favore, e cerca di trascinare via Angela, quando irrompe il vero Deramo. Tartaglia alza spada per ucciderlo, ma un terremoto lo ferma. 
Il pappagallo comincia a parlare, ripristinando la giustizia voluta dal cielo. Ordina che lo spirito di Deramo torni nel suo corpo e che quello di Tartaglia si trasfonda nel vecchio. Il mago Durandarte fa inoltre trasformare la stanza regia in pubblica piazza, per esporre Tartaglia al ludibrio generale. Questi, disperato e impotente, maledice la sua ambizione, prega Clarice di non compiangerlo e benedice le sue nozze con Leandro, prima di cadere morto.

## L'opera

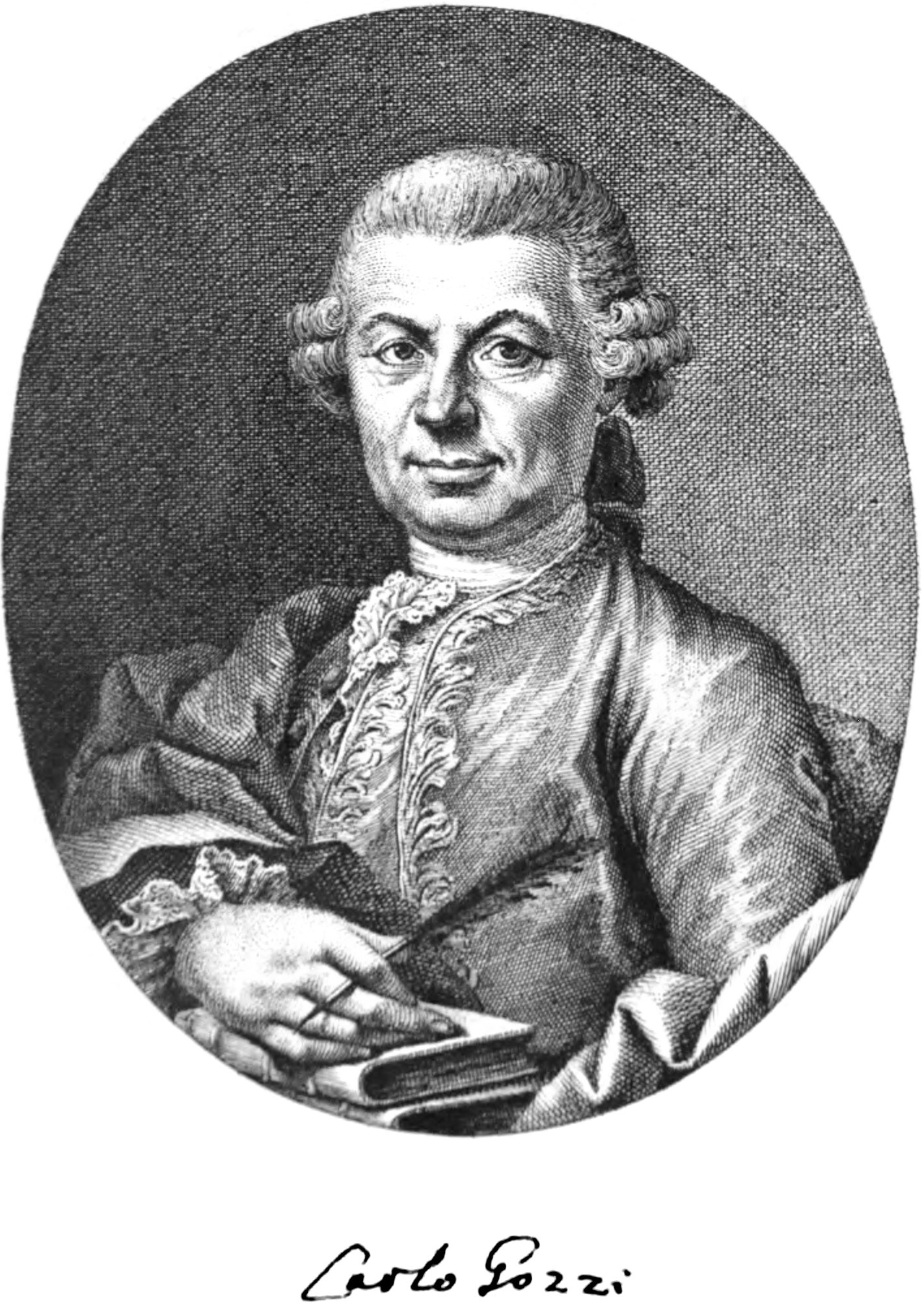
Carlo Gozzi

Forte del successo di L'amore delle tre melarance e di Il corvo, entrambi del 1761, Gozzi portò sulla scena al San Samuele Il re cervo, affidandolo come di consueto all'esperta compagnia di Antonio Sacchi (1708-1788, attore di fama internazionale e noto interprete di Truffaldino). La fortuna arrise subito alla nuova fiaba teatrale, replicata 15 volte e rimessa di nuovo in palinsesto dal 13 febbraio.
Le fonti a cui l'autore attinse sono due, l'Histoire du Prince Fadlallah fils de Bin Ortoc, Roi de Mousel, una novella dell'orientalista francese François Pétis de la Croix (1653-1713), apparsa nella raccolta Les Mille et un Jours (1710-1712), e l'Histoire des quatre sultanes de Citor. La prima opera ispira liberamente la vicenda portante, narrata nel secondo e terzo atto, mentre il secondo testo fornisce lo spunto, seguito molto da vicino, per gli episodi dell'atto primo e della statua.
Il re cervo apparve per la prima volta presso l'editore lagunare Paolo Colombani (1772-1774), in una raccolta delle opere gozziane in 8 volumi, e poi, riveduto, presso il veneziano Giacomo Zanardi, parte di un'edizione in 14 volumi. In entrambi i casi Gozzi curò personalmente la pubblicazione.
Benché anche queste fiaba, come le precedenti, si inserisca nel solco della polemica antigoldoniana, non manca di restituire un autore con una precisa identità, attento alle esigenze della messinscena come della pubblicazione in volume, dove domina la componente più prettamente letteraria. I diversi codici autografi dell'opera permettono di ravvisare le differenze, anche profonde, tra la stesura destinata agli spettatori e quella destinata alla lettura.
A livello linguistico-stilistico, i personaggi nobili si esprimono in versi, i personaggi medi in versi o in prosa (a seconda dell'interlocutore), i personaggi umili (le tradizionali maschere della Commedia dell'arte, Brighella e Pantalone) in dialetto veneziano. Nella versione a stampa tutti hanno un copione preciso, con l'eccezione di Truffaldino, al quale viene lasciato maggior spazio all'interpretazione, con una descrizione, relativamente precisa, di ciò che dovrà dire o fare.

### Fortuna

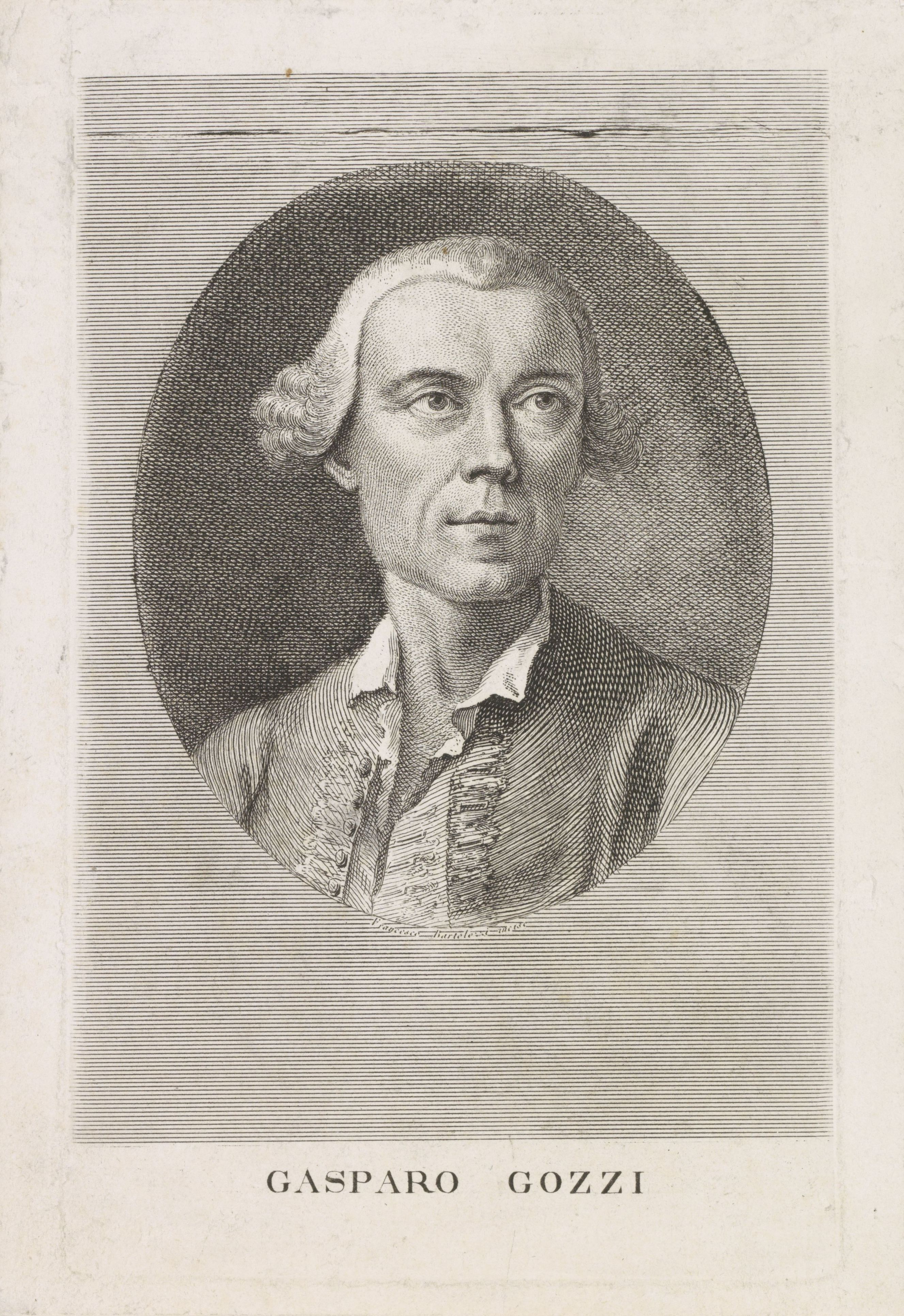
Gasparo Gozzi

L'opera ottenne successo di pubblico ma anche di critica. Il fratello di Carlo, Gasparo Gozzi, solitamente grande sostenitore di Goldoni, scrive parole lusinghiere per Il re cervo, recensendo la fiaba sull'Osservatore Veneto il 9 gennaio 1762: elogia il testo, l'allestimento e le «trasformazioni con molta prestezza eseguite». Per il critico, il valore dell'opera e le ragioni del suo successo stanno nell'unione tra meraviglioso, «imitazione del costume inteso da tutti» e «passioni naturali». Insomma, «ad ogni passo la maraviglia riesce di mezzo alla passione, onde non è punto da studiare in che consista la forza che lega gli spettatori».
Tuttavia, dopo la sua epoca, Carlo Gozzi fu per lungo tempo negletto dai registi teatrali, in particolare da quelli italiani. Nel 1937 André Barsacq portò in scena Il re cervo per la Comédie des Champs Elysées, a Parigi, seguito dalla rappresentazione di Pierre Barbier Bordas (1947), da cui è tratta quella londinese di Carl Wildman al Lyric Hammersmith, nel 1957, anno in cui Sacha Pitoëff presentò la fiaba gozziana al Théâtre Marigny di Parigi. È inoltre da registrare una trasposizione operistica (König Hirsch), in due versioni (1953-1956 e 1962-1963), di Hans Werner Henze, su libretto di Heinz von Cramer.
In Italia, il 10 maggio 1938, Alessandro Brissoni, a conclusione del suo percorso presso l'Accademia d'Arte drammatica di Roma, presentò un «libero rifacimento», ancora incompiuto, del Re cervo, cambiando parzialmente la trama e il nome dei personaggi. Lo spettacolo, che vede Aroldo Tieri tra gli attori, andò in scena allo studio-teatrino Eleonora Duse di via Vittoria riscuotendo unanimi consensi di critica e pubblico, tanto che Silvio D'Amico lo portò in tournée l'anno successivo (in una versione completata), toccando Ginevra, Lugano, Milano, Roma (Teatro Valle) e, l'anno dopo, Romania e Bulgaria. Il 4 aprile 1941 venne rappresentato per l'ultima volta, al Teatro Corso di Bologna. Le recensioni del rifacimento brissoniano furono ovunque particolarmente positive.
Meno apprezzata fu la versione di Andrea Camilleri, che mise in scena Re cervo nel 1965 al tiburtino Teatro di Villa d'Este e nel 1969 all'Olimpico di Vicenza. Se gli attori vengono valutati molto positivamente, l'opera non convince, debole nelle caratterizzazioni e nel ritmo, oltre che di difficile comprensione. «Abbiamo l'impressione che», si legge inoltre su Recensioni Drammatiche nel 1965, «per avvicinare Gozzi al gusto meno vigile dello spettatore contemporaneo, lo si sia degradato al livello d'una farsa piuttosto corriva, sebbene qualche momento di autentica comicità possa esser colto tra le righe». L'articolo lamenta anche la perdita dell'interesse che il testo gozziano offre a livello linguistico, facendo corrispondere a ciascuna classe un modo diverso di parlare, «dal dialetto più o meno rozzo» fino «all'aulico verseggiare».

## Edizioni (selezione)
- Opere del co. Carlo Gozzi, VIII tomi [Il re cervo è nel primo], Venezia, Colombani, 1772-1774;
- Opere edite ed inedite del Co. Carlo Gozzi, XIV tomi [Il re cervo è nel primo], Venezia, Giacomo Zanardi, 1801-1803;
- Le fiabe di Carlo Gozzi, a cura di Ernesto Masi, II voll. [Il re cervo è nel primo], Bologna, Zanichelli, 1884;
- Carlo Gozzi, Il re cervo, a cura di Valentina Garavaglia, introduzione e commento di Paolo Bosisio, Venezia, Marsilio, 2013 ISBN 9788831716611.